# Steppewoelmuis
De steppewoelmuis (Lasiopodomys brandtii)  is een zoogdier uit de familie van de Cricetidae. De wetenschappelijke naam van de soort werd voor het eerst geldig gepubliceerd door Radde in 1861.